# Bujurquina robusta
Bujurquina robusta är en fiskart som beskrevs av Kullander, 1986. Bujurquina robusta ingår i släktet Bujurquina och familjen Cichlidae. Inga underarter finns listade.